# Ulefone
Ulefone é uma marca chinesa registrada em 2015 de laptops e dispositivos telefônicos. A marca é propriedade de uma empresa privada chamada Gotron Group (HK) Co., Ltd., que é um fabricante chinês de smartphones fundado em 2010. A empresa tem sua sede em Shenzhen, especificamente no parque de alta tecnologia Tsinghua de Shenzhen. A Ulefone fabrica smartphones Android que são considerados acessíveis. Seus produtos são vendidos em mais de 40 países ao redor do mundo.
Sob a marca Ulofone, os smartphones da série Armor e Armor X, resistentes a impactos e à água (IP69K e IP68), os smartphones da série Note, bem como relógios inteligentes e tablets, são fabricados com o sistema operacional Android.
Os modelos de telefones de "uso intensivo" da Ulefone incluem ou já incluíram Ulefone Armor 6E, Ulefone Armor 7, Ulefone Armor 8/X8, Ulefone Armor 9E, Ulefone Armor 11/11T, Ulefone Armor 12, Ulefone Armor 13. Por exemplo, estima-se que o modelo Armor 8 Pro é um smartphone à prova d'água durável e de preço médio que, no entanto, não é adequado para jogos ou fotografia. De acordo com a avaliação, o fabricante não se compromete a fornecer atualizações periódicas do sistema operacional para o dispositivo.

## Smartphones por ano de fabricação
- Ulefone T2 Pro[5]
- Ulefone Power 3S
- Ulefone Armadura 5[6]
- Armadura Ulefone X
- Ulefone X[7]
- Ulefone Potencia 5
- Ulefone S9 Pro[8]